# LiAngelo Ball
LiAngelo Robert Ball (Anaheim, California, 24 de noviembre de 1998) es un jugador de baloncesto estadounidense que se encuentra sin equipo. Con 1,98 metros de altura, juega en la posición de escolta. 
Es hermano de Lonzo (n. 1997) y LaMelo (n. 2001) también jugadores profesionales.

## Carrera

### Instituto
LiAngelo Ball jugó al baloncesto en Chino Hills High School de Chino Hills (California), el que fue su colegio durante su infancia. Donde jugó con su hermano mayor, Lonzo Ball, durante sus primeros tres años de escuela secundaria. Como estudiante de segundo año en 2014-15, ayudó a Chino Hills en la competición de títulos estatales de la División de CIF. Durante su tercer año, tuvo una media de 27.4 puntos por partido, ayudando a su equipo, Chino Hills a conseguir un récord perfecto de 35 victorias y 0 derrotas, que les hizo ganar el Campeonato Abierto de División CIF 2016. Su hermano menor, el estudiante de primer año LaMelo, también estaba en el equipo, así como su primo Andre Ball.

### Universidad
LiAngelo Ball firmó una Carta Nacional de Intención para asistir a la Universidad de California, Los Ángeles (UCLA), y jugar para los Bruins. El 7 de noviembre de 2017, Ball y sus dos compañeros de equipo Cody Riley y Jalen Hill fueron suspendidos indefinidamente después de que los tres jugadores fueran arrestados por robar en la tienda Louis Vuitton en Hangzhou, China. Fueron liberados bajo fianza la mañana siguiente. Una semana después, los jugadores salieron de China y fueron enviados de regreso a UCLA.
En noviembre de 2017, LiAngelo viajó a China junto con el resto de sus compañeros de la Universidad de UCLA para disputar un partido contra George Tech en el país asiático y una vez allí, fue detenido junto a otros dos compañeros, Cody Riley y Jalen Hill, acusado de robar en una tienda de Louis Vuitton, situada cerca de su hotel de concentración. LiAngelo podría enfrentarse a una pena de tres hasta 10 años de cárcel y también podría ser retenido durante más de un mes sin derecho a fianza.

### Salto a Europa
Con intención de presentarse al draft de 2018, en diciembre de 2017, llega a Europa para jugar en las filas del Krepšinio klubas Prienai de la Lietuvos Krepšinio Lyga lituana, para jugar junto a su hermano LaMelo Ball. Justo después de sus problemas con la justicia china, su padre decidió que el mediano abandonara UCLA tras la suspensión indefinida de su universidad al jugador, algo con lo que no estuvo muy de acuerdo: «Voy a hacerle mucho mejor para el Draft que lo que UCLA pudo haber hecho», reconoció.

### Retorno a Estados Unidos
El 9 de julio de 2018, Ball firma con Los Angeles Ballers de la Junior Basketball Association, una competición fundada por su padre, como liga universitaria alternativa.

### Profesional
El 29 de diciembre de 2019, Ball firma con los Oklahoma City Blue de la NBA G League. Pero es cortado, y la temporada termina, sin llegar a disputar ningún encuentro.
El 2 de diciembre de 2020, firma un contrato de un año no garantizado con Detroit Pistons. Sin embargo fue cortado por la franquicia el 13 de diciembre del 2020, antes del inicio de la temporada.
En agosto de 2021, es invitado a disputar la NBA Summer League con Charlotte Hornets, pero es cortado por los Hornets el 15 de octubre. Al no tener un contrato garantizado, LiAngelo firma un acuerdo con la NBA G League que le permitió ser elegido en el draft de la G League.

#### G-League
El 23 de octubre de 2021, LiAngelo fue elegido en el puesto número 14 del Draft de la NBA G League de 2021 por los Greensboro Swarm, filial de los Hornets.
A finales de septiembre de 2022, firma un contrato de un año no garantizado con Charlotte Hornets, pero fue cortado el 15 de octubre. Por lo que finalmente, el 23 de octubre se reincorpora a los Greensboro Swarm.

#### CIBACOPA
El 14 de febrero de 2024, es presentado por los Astros de Jalisco del Circuito de Baloncesto de la Costa del Pacífico de México.
Después de disputar solamente dos partidos, deja el equipo debido a una lesión de ligamento en el tobillo izquierdo, de la que se rehabilitará en Estados Unidos, por lo que causa baja indefinida.

## Vida personal
LiAngelo Ball es hijo de Lavar y Tina Ball los dos exjugadores de la liga universitaria de baloncesto. LiAngelo empezó a jugar a baloncesto a una edad bastante temprana, junto a sus dos hermanos Lonzo Ball (n. 1997) y LaMelo Ball (n. 2001). Al crecer el trío empezó a jugar en equipos dirigidos por su padre, que tenía una larga experiencia en el baloncesto al igual que su madre.

### Carrera musical
En enero de 2025 lanzó su primer sencillo, "Tweaker", una canción de hip-hop, que debutó en el puesto número 29 de la lista Billboard Hot 100. Pocos días después, el 13 de enero, se anunció que había firmado un contrato con la discográfica Def Jam Recordings por un valor de $13 millones.